# Kreuz (Farbe)

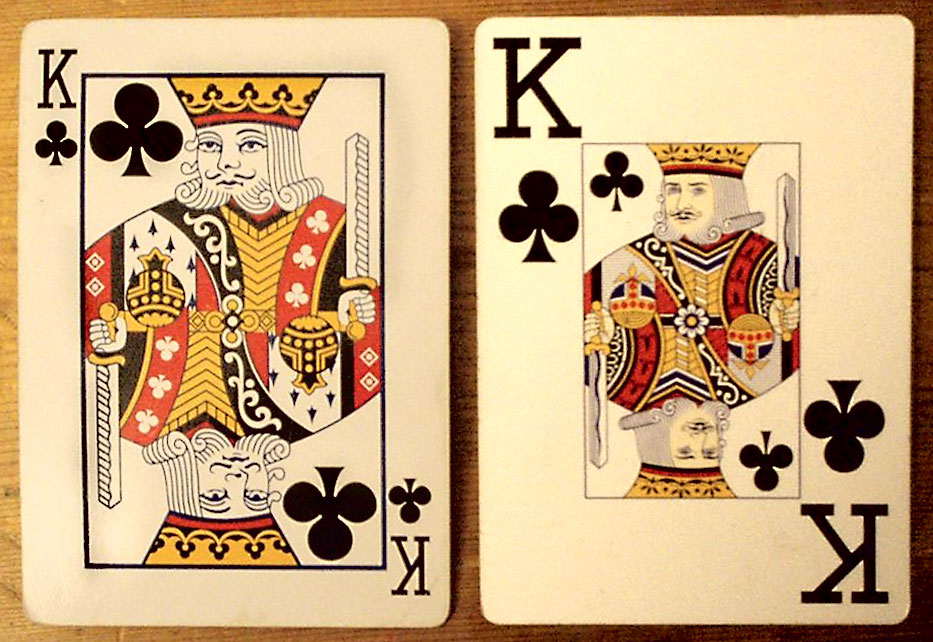
Kreuz-Könige

Kreuz  oder Treff ist eine Farbe der französischen Spielkarten. Im deutschen Blatt entspricht ihm die Farbe Eichel .
Der originale französische Name ist Trèfle (deutsch: Klee), das Kartensymbol stellt ein dreiblättriges Kleeblatt dar. Der italienische Name ist Fiori (Blüten). Im Englischen wird Kreuz als Clubs (Stäbe, Keulen) bezeichnet in Anlehnung an die Farbe Bastoni des italienisch-spanischen Bildes.
In Deutschland wird diese Spielkartenfarbe, insbesondere auch von der Internationalen Skatordnung, als Kreuz bezeichnet, in Österreich hingegen meistens in Anlehnung an die französische Bezeichnung als Treff, ebenso beim Bridge, wo generell die französischen Bezeichnungen vorwiegen, wie auch Cœur anstelle von Herz.
Beim Skat und Doppelkopf ist Kreuz die höchstrangige Farbe (Karo/Schellen ist im Doppelkopf jedoch die Trumpffarbe), beim Bridge und auch bei offiziellen Canasta ist Treff die niedrigste.

## Zeichencodierung
Das Zeichen ♣ ist bereits in der CP437 und damit auch in der WGL4 enthalten. In Unicode ist ein schwarzes ♣ und ein weißes ♧ Kreuz definiert:
| Zeichen | Unicode                | Entität in HTML      |
| ------- | ---------------------- | -------------------- |
| ♣       | U+2663 BLACK CLUB SUIT | &#9827; oder &clubs; |
| ♧       | U+2667 WHITE CLUB SUIT | &#9831;              |